# 760-as főút (Magyarország)
A 760-as főút másodrendű főút Zala vármegye északkeleti részén, a vármegye turisztikailag leglátogatottabb térségében. Fő funkciója, hogy segítse a környéken kiemelt idegenforgalmi célpontnak számító települések – Keszthely, és különösen Hévíz – közúti elérését, úgy, hogy egyben tehermentesíti is azokat az átmenő gépjárműforgalom minél nagyobb hányada alól.

## Nyomvonala
Keszthely nyugati határszéle közelében ágazik ki a 75-ös főútból, nem messze annak a 2. kilométerétől. Észak-északnyugati irányban indul és kevéssel a kiágazása után már Alsópáhok közigazgatási területén halad. 1,8 kilométer után egy körforgalmú csomópontot ér el, amelyben a 7332-es utat keresztezi, ugyanott eléri Hévíz határát és onnantól egy darabig azt kíséri.
Kevéssel a harmadik kilométere után átlép Felsőpáhok határai közé, ahol, a 3+200-as kilométerszelvényénél egy újabb elágazása következik: ott a 73 178-as számú mellékút ágazik ki belőle északi irányban, Nemesbük község központja felé. Ugyanitt indul egy-egy számozatlan önkormányzati út keletnek, Hévíz központja irányába, valamint egy másik az ellenkező irányban, amelyen a főút által egyébként elkerült Felsőpáhok érhető el.
Ettől kezdve az út nyugatabbi irányt követ, sőt nagyjából 5,5 kilométer után átmenetileg délnyugatnak fordul. A 6+300-as kilométerszelvénye táján ismét egy csomópontja következik – itt egyrészt a Felsőpáhokot kiszolgáló 7351-es út, másrészt a Zalaköszvényes településrészre vezető 73 175-ös számú mellékút csatlakozik hozzá –, a 7. kilométerét elhagyva pedig újból északnyugatnak fordul. Nagyjából úgy is ér véget, Szentgyörgyvár északi külterületei között, csatlakozva a 76-os főúthoz, ugyanabban a csomópontban, ahol utóbbiból a 7335-ös út is kiágazik északi irányban, Zalaszentlászló(-Zalaszentgrót) felé.
Teljes hossza, az országos közutak nyilvántartását szolgáló kira.kozut.hu adatbázisa szerint 8,961 kilométer.

## Települések az út mentén
- (Keszthely)
- (Alsópáhok)
- (Hévíz)
- (Felsőpáhok)
- (Szentgyörgyvár)